# Voranden (Bolivien)
Die Voranden in Bolivien, auch „ostbolivianisches Bergland“ genannt, sind eine Kette von niedrigen Vorgebirgen, die den östlichen Anden-Ketten vorgelagert sind und die bolivianischen Tiefländer nach Westen hin begrenzen, ihre durchschnittliche Höhe liegt meist zwischen 1000 und 1500 m. Sie unterscheiden sich geologisch und tektonisch wesentlich von den eigentlichen Kordilleren der Anden mit dem Altiplano.

Ähnliche Voranden-Ketten existieren auch in den anderen Anden-Ländern Südamerikas.

## Gebirgsketten im Westen
Die östliche Andenkette in Bolivien bilden im Wesentlichen die Cordillera Oriental im Norden, die Cordillera Central in der Mitte und die Cordillera de Lípez im südlichen Teil Boliviens. Sie erreichen, vor allem im nördlichen Abschnitt des Hochgebirges, Höhen von über 6000 m. Nach Westen zu werden sie durch den bolivianischen Altiplano begrenzt, ein abflussloses Hochgebirgsbecken mit einer mittleren Höhenlage von knapp 4000 m.
Während Teile des Altiplano dicht besiedelt sind, findet sich in der östlichen Andenkette Besiedlung vor allem in den Gebirgstälern, die in den steilen Gebirgstälern aufgrund der meist schlechten Verkehrsanbindung in weiten Teilen nur gering ausfällt.  

## Tiefländer im Osten
Die bolivianischen Tiefländer im Osten des Landes gliedern sich in die Llanos de Guarayos und die Moxos-Ebene im Norden, die Llanos de Chiquitos in der Mitte und den bolivianischen Teil des  Chaco im Süden des Landes. Ihre mittlere Höhe beträgt zur brasilianischen Grenze im Osten hin unter 200 m und liegt vor den Voranden-Ketten bei etwa 400 m.
Der Osten der bolivianischen Tiefländer ist meist nur dünn besiedelt, bedingt durch die schlechte Erschließbarkeit, während der Westen vor den Voranden-Ketten teilweise gut erschlossen ist und – vor allem um die Metropole Santa Cruz herum – streckenweise eine hohe Besiedlungsdichte aufweist.

## Voranden-Ketten
- Voranden-Ketten (von Norden nach Süden) zwischen der peruanischen Grenze und dem Großraum Santa Cruz:
  - Serranía del Tigre
  - Serranía Cuñaca
  - Serranía de Tutumo
  - Serranía de Eslabon
  - Serranía de Mamuque
  - Serranía de Chepite
  - Serranía de Hhuayra Pata
  - Serranía Muchanes
  - Serranía Marimonos (siehe auch: Yungas)
  - Serranía Eva Eva
  - Serranía de Mosetenes
  - Serranía Sejeruma
  - Serranía de Callejas
  - Serranía del Imajana
  - Serranía de Iniricarsama
  - Sierra Mataracú
- Voranden-Ketten (von Norden nach Süden) zwischen dem Großraum Santa Cruz und der argentinischen Grenze:
  - Serranía Siberia
  - Serranía Racete
  - Serranía Los Volcanes
  - Serranía Loma Mansa
  - Serranía Parabanon
  - Serranía San Rafael
  - Serranía Tambora
  - Serranía Parabañon
  - Serranía del Inca
  - Serranía San Marcos
  - Serranía Caipipendi
  - Serranía Pirirenda
  - Serranía Charagua
  - Serranía Choreti
  - Serranía Caro Huayco (auch: Carohuaycho)
  - Serranía Sararenda
  - Serranía Aguaragüe

## Übergang von den östlichen Andenketten zu den Voranden
Auch wenn keine eindeutige Abgrenzung existiert, lassen sich die geologischen Eigenschaften der echten Andenketten und der Voranden doch recht gut unterscheiden. Gut zu sehen ist der Übergang beispielsweise in der Region des Haupttals (Valle Central) im Departamento Tarija. Westlich der Hauptstadt sind eindeutig Ausläufer der Andenketten (Cordillera de Sama) zu erkennen, die den Altiplano bei den Lagunen von Tajzara abgrenzen und Höhen von über 4.500 m erreichen. Östlich der Stadt scheinen die beiden Gebirgstypen zunächst ineinander zu greifen, wobei in östlicher Richtung nach Entre Ríos immer deutlicher die typisch langgezogenen Höhenrücken der Voranden (hier: Serranía Aguaragüe) mit ihrer Feuchtwald-Vegetation und Höhen von meist unter 2.500 m hervortreten. Auch das beliebte Fotomotiv Cañón de la Angostura, ein Fluss-Durchbruch (Río Tarija) durch einen Höhenrücken, welcher das Valle Central nach Osten hin abschließt, kann als Übergangspunkt angesehen werden. Im Osten der Serranía Aguaragüe überlagern sich die Geologie des Berglands mit den typischen Gesteinsschichten des Chaco-Tieflands, sodass auch hier der Übergang fließend verläuft.